# Rosina Sonnenschmidt
Rosina Sonnenschmidt (* 5. September 1947 in Köln) ist eine deutsche Heilpraktikerin und Tierheilpraktikerin. Sie lebt in Pforzheim in Baden-Württemberg und ist Autorin vieler Bücher über die esoterische und  alternativmedizinische Behandlung von Menschen und Tieren.

## Leben und Wirken
Rosina Sonnenschmidt studierte von 1965 bis 1971 Musik und Orientalistik. 1977 promovierte sie an der Universität Köln mit einem Thema der indischen Musik zum Dr. phil. Sie war von 1980 bis 1998 Sopranistin im Sephira-Ensemble aus Stuttgart. Seit 1999 betreibt sie nach eigenen Angaben eine Naturheilpraxis für Homöopathie.

## Schriften (Auswahl)
- Bhairavi-Ragini: Studien zu einem nordindischen Melodietyp. Doktorarbeit. 1977, ISBN 3-87397-303-0.
- Exkarnation – Der große Wandel. Verlag Homöopathie und Symbol, Berlin 2002, ISBN 3-9804662-9-9.
- Miasmen und Kultur – Krankheit und Heilung aus kulturhistorischer und homöopathischer Sicht. Verlag Homöopathie & Symbol, Berlin 2007, ISBN 978-3-937095-09-7.
- Miasmatische Krebstherapie. Verlag Homöopathie & Symbol, 2008, ISBN 978-3-937095-15-8.
- Radionischer Energietest. Narayana Verlag, 2008, ISBN 978-3-939931-67-6.
- Der Mutteratem in der Familienaufstellung. Narayana Verlag, 2011, ISBN 978-3-941706-73-6.
- Die Schüßler-Therapie mit 36 Mineralsalzen. 2. Auflage. Narayana Verlag, 2011, ISBN 978-3-941706-41-5.
- Homöopathie bei Radioaktivität. Narayana Verlag, 2011, ISBN 978-3-941706-66-8.
- Pfauenlieder – Begegnung mit dem verborgenen Indien, Autobiografie, CreateSpace Independent Publishing Platform, 2014, ISBN 978-1-5008-3216-2